# Vassili Alexandrovitch de Russie
 (août 2018).
Si vous disposez d'ouvrages ou d'articles de référence ou si vous connaissez des sites web de qualité traitant du thème abordé ici, merci de compléter l'article en donnant les références utiles à sa vérifiabilité et en les liant à la section « Notes et références ».
Vassili Alexandrovitch de Russie est né le 7 juillet 1907 au palais de Gatchina et décédé le 24 juin 1989 à Woodside (Californie) aux États-Unis.
Il fut prince de Russie, un membre de la Maison de Holstein-Gottorp-Romanov.

## Famille
Fils de Alexandre Mikhaïlovitch de Russie et de Xenia Alexandrovna de Russie.

### Mariage et descendance
Le 31 juillet 1931 Vassili Alexandrovitch de Russie épousa à New York la princesse Natalia Alexandrovna Galitzina (1907-1989) (fille du prince Alexandre Galitzine).
Une fille est née de cette union : Marina Vassilievna de Russie (1940-), en 1967, elle épousa William Beadleston (1938-), (divorcés).

## Biographie
Le prince Vassili Alexandrovitch de Russie naquit au palais de Gatchina situé à quarante kilomètres de Saint-Pétersbourg. Le prince vécut les premières années de sa vie en Russie.

### Exil
Lors de la Révolution russe, Vassili Alexandrovitch de Russie fut emprisonné avec ses parents, ses frères, ses sœurs et sa grand-mère à la Villa Dulber située à Yalta en Crimée. Libéré par les Allemands, le prince put échapper à la mort, certains membres de la Maison Romanov ne connurent pas cette chance. À l'été 1919, avec ses parents, ses frères et sa sœur, il fut transféré à la Villa Harax située à Sébastopol.
Grâce à l'aide apportée par sa grand-tante, la reine-mère Alexandra du Royaume-Uni, Vassili Alexandrovitch de Russie put en compagnie d'autres membres de la famille Romanov quitter la Russie le 11 avril 1919 à bord du navire de guerre britannique le HMS Marlborough. Ce bâtiment fit escale à Malte puis en Angleterre. Lorsque le prince quitta la Russie, il était âgé de onze ans, il vécut en exil durant toute sa vie.
Les premières années d'exil, Vassili Alexandrovitch de Russie les vécut avec sa mère en Angleterre, son père résidait en France. À la fin des années 1920, le prince quitta l'Angleterre pour les États-Unis où il vécut le restant de sa vie. Il exerça différents métiers comme garçon de cabine, il travailla sur les chantiers navals, il fut courtier en valeur mobilières, vigneron, éleveur de poulets fermiers.
Vassili Alexandrovitch de Russie fut par sa mère le neveu de Nicolas II de Russie.
Vassili Alexandrovitch de Russie fut président de l'Association de la famille Romanov.

## Généalogie
Vassili Alexandrovitch de Russie appartient à la quatrième branche issue de la première branche de la Maison d'Oldenbourg-Russie (Holstein-Gottorp-Romanov), elle-même issue de la première branche de la Maison de Holstein-Gottorp. Ces trois branches sont issues de la première branche de la Maison d'Oldenbourg. Par sa mère, il est un descendant du tsar Alexandre III de Russie, par son père, il est un descendant de Nicolas Ier de Russie.